# Piovà Massaia
Piovà Massaia (Piovà in piemontese) è un comune italiano di 579 abitanti della provincia di Asti in Piemonte. Nel 1940 assunse la seconda parte del nome per celebrare il cardinale Guglielmo Massaia nato qui nel 1809.
Il paese si presenta come un borgo castellano che si affaccia sulle splendide colline del Monferrato ed è costituito da due nuclei contrapposti. 
L'uno, Cornegliano, ospitava il castello nel luogo in cui oggi sorgono la chiesa parrocchiale barocca e un bell'edificio ottocentesco in passato adibito a cinema parrocchiale, presso il quale attualmente vengono allestite esposizioni e mostre temporanee, oltre che una permanente sulla vita e le opere del cardinal Guglielmo Massaia, cappuccino in Etiopia. 
L'altro, Bricco, antica sede del ricetto, si trova su un'altura posta di fronte al sito del castello. 
La "strada paese", su cui si affaccia il palazzo municipale settecentesco, collega i due borghi. 
I due nuclei sono ben percepibili, anche da lontano, nei loro caratteri distintivi di insediamenti d'altura: Cornegliano in virtù dell'imponente parrocchiale e Bricco per la sua compattezza sul secondo colle.
Un antico castello dei Radicati, detto Castello di Plebata, fu costruito tra il XIII e XIV secolo e sorse sullo sperone collinoso del monte Cornegliano. 
Quando il paese si spostò vicino a questo nuovo castello abbandonò l'antica pieve di San Giorgio, ampliando la chiesa di San Michele, che divenne in seguito la parrocchiale del paese. 
L'esistenza del fossato che circondava il castello, almeno nella toponomastica, è testimoniata da via Fossale, che insieme a via Ricci delimita il perimetro delle antiche fortificazioni.
I marchesi Ricci, intorno al 1770, fecero costruire un palazzo sul luogo dove sorgeva l'antico castello. Nel progetto, il palazzo e la nuova Parrocchiale dovevano formare un unico fabbricato unito da una galleria porticata. La parte di galleria costruita fu abbattuta alla fine dell'Ottocento. L'area del sagrato della parrocchiale, che coincide con il sito dell'antico Castello oggi scomparso, è un punto panoramico da cui lo sguardo può spaziare sulle verdeggianti colline.
L'evento più importante, che si celebra ogni anno la prima domenica di giugno, è la fiera della Menta.

## Storia

### Le origini
Si reputa che la collina si sia formata nel periodo oligo-miocenico ed è costituita da marne ricche di fossili e di arenarie. L'abbondanza di conchiglie fossili, la scoperta di un delfino, una balenottera, un rinoceronte avvenute verso la metà del 1800, ci danno un'idea dell'ambiente e del clima della nostra regione in quei tempi remoti.
L'uomo primitivo vi sarebbe giunto solo nel periodo neolitico; nessuno saprebbe dire con precisione chi fossero i primi abitanti. Le stirpe successive furono cronologicamente i Liguri, gli Umbri, gli Etruschi e i Celti. I primi sarebbero giunti attorno al XVII secolo a.C. Tra le varie tribù ricorderemo i taurini che si stabilirono a Torino, i Lavi o Libeci nel vercellese e gli Eburiati che occuparono l'Astigiano sino alla nostra collina.
I Romani si erano stabiliti a Torino, Asti, Chieri ma si sa poco della colonizzazione romana di Piovà. Iscrizioni lapidarie furono rinvenute a Piea (l'antica Pleia). Incorporato nell'impero il nostro territorio, allora denominato Liguria, fece parte della regione IX.

### Dal 450 al 1000
La caduta dell'Impero romano e le invasioni barbariche di Odoacre, dei Goti, e dei Bizantini dal 476 al 518 segnano la decadenza delle nostre città che diventano abitati semirurali.
Sembra che sotto i Longobardi (568-773), Cocconato appartenesse al Ducato di Asti e che la Chiesa di Vercelli abbia ottenuto queste terre durante la dominazione di Carlo Magno.
Probabilmente il villaggio di Piovà cominciò a formarsi con il Plebanato di Meyrate, che aveva sede nei pressi dell'attuale cimitero, dedicato alla chiesa di San Giorgio. Siamo nel 1041.
Intanto Cocconato era diventato capoluogo di un'importante Contea, e Plebata cioè Piovà ne faceva parte.
Anticamente Piovà si chiama Plebata. Il nome è derivato dal latino Plebe = Plebs; e pieve si chiamavano nei primi tempi della Chiesa l'unione dei fedeli soggetti a un solo vescovo.
Esiste un documento che evidenzia gli stretti rapporti tra Mayrate e Plebata datato 1339 in cui Piovà è indicata con il nome di Plebata di Mayrate.
Come gli altri villaggi dei dintorni, Plebata condivide le vicende della Contea di Cocconato e le sorti dei Conti Radicati. I Radicati nel 999 ebbero sequestrati i beni a favore della Chiesa di Vercelli per aver seguito re Arduino nella guerra contro l'imperatore Federico Barbarossa, che assegnava Cocconato a Guglielmo di Monferrato; successivamente i Radicati furono riabilitati.

### Dal 1000 al 1700
Investiture e franchigie ebbero da Federico II di Svevia nel 1249, da Carlo d'Angiò, sino a Carlo V negli anni 1530. Piovà iniziò il suo sviluppo all'ombra dell'antica pieve ma si sviluppò in prevalenza verso lo sperone collinoso di Montecomigliano, quando i Radicati vi costruirono il vecchio castello che chiamarono Castello di Plebata. Anche la parrocchia lasciò l'antica sede di San Giorgio per trasferirsi presso il castello nella chiesa di San Michele. Il nome di Montecomigliano si mutò poi in Plebata. La Comunità di Plebata apparve per la prima volta in un atto del 12 agosto 1339 rògito nel castello di Chivasso.
Dopo un lungo periodo di pace non tardarono a riaccendersi le guerre tra il duca Amedeo IX di Savoia e il marchese Guglielmo VIII del Monferrato, che occupò nel 1431 Piovà.
Declinava intanto l'antica potenza dei Radicati già sostenuta dal 1458 dal Duca di Milano Francesco Sforza e l'8 febbraio 1586 Cocconato si sottoponeva definitivamente al duca Carlo Emanuele I di Savoia.
Il Borgo di Piovà già da tempo posseduto dai Marchesi del Monferrato seguì le sorti del Marchesato.
Nel 1617 dopo la guerra tra i Savoia e i Gonzaga appoggiata dal Re di Spagna, Piovà rimase ancora ai Gonzaga; per il Monferrato furono anni terribili.
Le lotte si succedevano di continuo tra savoiardi, spagnoli, francesi e nel 1625 Piovà venne bruciata dagli spagnoli.
Alla guerra e alla carestia si aggiunge la peste che aveva già fatto strage nel 1503,1522, 1530.
Gli uomini di Piovà, prestarono giuramento al duca di Mantova e Monferrato Carlo II di Gonzaga-Nevers, siamo nel 1637.
Per generosa offerta di don Pietro Francesco Barberis, morto nel 1682, pievano e vicario di Piovà si apriva nel comune una scuola per l'istruzione dei fanciulli e aiuto a chi intendeva entrare negli ordini religiosi.
La comunità volle pure assoggettare ai tributi locali, l'acquartieramento delle truppe nel periodo invernale. Furono i primi segni di un aspro contrasto con il feudatario Conte Ricci che si protrasse dal 1674 sino al 1727.
Dopo la vittoria dei piemontesi sui francesi e la liberazione di Torino il 7 settembre 1706, Vittorio Amedeo II di Savoia ebbe il Monferrato, la Sicilia e il titolo di Re. Il re entrò in possesso del Marchesato del Monferrato il 16 agosto 1708.

### Dal 1700 a oggi
Durante la Rivoluzione francese le popolazioni piemontesi rimasero fedeli alla monarchia; le cose mutarono con le vittorie di Bonaparte e la costituzione nel 1798 di un governo provvisorio a Torino. Il 27 nevoso, anno VII della Repubblica Francese, 16 gennaio 1799, fu celebrata a Piovà la festa repubblicana della "Rigenerazione".
Ma se il regime repubblicano aveva soppresso i diritti feudali e i comuni ne avevano ricevuto qualche vantaggio, le imposte statali premevano sui cittadini. Il malcontento andava crescendo anche per la Leva che portava via la gioventù mandata a combattere in terre lontane. La caduta di Napoleone e la successiva Restaurazione, furono accolte con gioia.
Seguirono le guerre per l'unità d'Italia, conclusesi con l'annessione di Trento e Trieste. Il monumento ai Caduti ricorda i Piovatesi che si immolarono per la Patria.

### Simboli
Lo stemma e il gonfalone del comune di Piovà Massaia sono stati concessi con decreto del presidente della Repubblica del 29 settembre 2011.
Stemma
Gonfalone

## Monumenti e luoghi d'interesse
È da sottolineare la particolarità della presenza in questo piccolo borgo di ben 13 chiese, alcune delle quali anche di grande rilevanza storica e architettonica.

### Chiesa parrocchiale
La parrocchiale, già dedicata all'arcangelo Michele, fu riedificata nel XVIII secolo. Essa rappresenta uno dei più mirabili esempi di barocco del Monferrato. Infatti, la sua costruzione, iniziata nel 1749 e terminata nel 1774, è attribuita all'architetto della corte sabauda Benedetto Alfieri.
L'edificio è interamente in mattoni a vista ed è dominato da un alto tiburio sormontato da una torretta con cupola. La facciata, composta da piani in tensione reciproca, è caratterizzata dalla parte centrale aggettante concava a due ordini, che comprende il portale, un ampio oculo ovale e, a coronamento, il timpano triangolare concavo. L'edificio si completa con l'alto campanile barocco. Lo scenografico interno, a croce greca, conserva la decorazione settecentesca e custodisce nell'abside una pregiata tela, opera di Sebastiano Taricco da Cherasco, nonché una statua lignea del XVIII secolo. L'altare maggiore con la balaustra chiude il presbiterio in marmo policromo intarsiato.
Nel progetto originario, la chiesa e l'adiacente palazzo dei marchesi Ricci dovevano formare un unico complesso edilizio collegato da una galleria sostenuta da portici. Essa avrebbe dovuto unire il piano nobile della residenza ai coretti della chiesa. La parte di galleria costruita fu abbattuta alla fine dell'Ottocento.
L'attività e la storia personale di Benedetto Alfieri legano Piovà Massaia a San Martino Alfieri. In un luogo l'architetto fu l'artefice di uno dei capolavori architettonici del Monferrato Astigiano, nonché la sua prima opera di architettura religiosa, la parrocchiale, mentre nell'altro dimorò e progettò gli ampliamenti settecenteschi del castello di famiglia.

### Chiesa romanica di San Martino di Castelvero
Comune autonomo fino al XIX secolo, Castelvero di Casale (oggi frazione Castelvero) sorge su un poggio che, un tempo, era dotato di un castello fortificato. Il disegno della frazione ricalca ancora il profilo dell'antico ricetto. Al termine della direttrice che da Bricco e Cornegliano si sviluppa verso sud, si eleva uno sperone tufaceo sulla sommità del quale sorgono i ruderi della chiesa romanica di San Martino, una delle più antiche dell'Astigiano.
La chiesa faceva parte, insieme a San Giorgio, Santa Maria di Cerreto e ad altre chiese minori a Vezzano, Scalfengo e Remorfengo, del Plebanato di Meyrate. Intorno all'anno Mille, seguendo le sorti della Pieve di Meyrate, la chiesa di San Martino passò dalla diocesi di Vercelli a quella di Asti. La chiesa fu dismessa nel 1810, mentre nel 1835 fu chiuso anche l'attiguo cimitero.
Fino a inizio Novecento la facciata si presentava a capanna e sui fianchi gli archetti pensili, in blocchi monolitici, seguivano il limite del tetto. La chiesa presentava la particolarità della doppia abside. Al centro di ciascuna abside si apriva una stretta finestra strombata.

### Chiesetta di Santonco
In località Santonco (in realtà il toponimo sarebbe: San Toncho) sorge la tardo settecentesca chiesetta di Santa Maria della Valle, posta in una circolare radura circondata da boschi. 
Luogo da sempre magico per le popolazioni dei dintorni, si vocifera da secoli la presenza di streghe e masche.
La chiesetta, sebbene sia dedicata a san Giuseppe, si racconta che sia stata edificata in questa particolare zona proprio per volontà della Madonna. La leggenda narra che l'intenzione fosse di erigerla sulla collina vicina, anziché in questa pianura, un tempo paludosa, ma che ogni mattina i muratori trovassero ai piedi dell'altura i mattoni posati il giorno precedente. Fu così, pertanto, che nell'antichità essa divenne meta di pellegrinaggio e preghiera.
Il terreno attorno alla regione Santonco è ricchissimo di presenze fossili e pareti stratigrafate.

## Società

### Evoluzione demografica
Negli ultimi cento anni, a partire dal 1911, la popolazione residente si è dimezzata.
Abitanti censiti

## Menta
La tradizione della menta risale al dopoguerra, quando la famiglia Robba-Devecchi, originaria di questo paese, ma trasferita a Pancalieri, decise di iniziare un'attività di coltivazione anche qui, in particolare in frazione Gallareto, dove furono coltivate diverse estensioni di terra a menta piperita. Purtroppo le condizioni climatiche avverse di tre annate consecutive, li fecero desistere dal proseguire e per questa ragione la coltivazione continuò soltanto a Pancalieri, la capitale della menta per eccellenza, anche se a Piovà, proprio dove oggi sorge la Bocciofila, restò un alambicco, dove si produsse ancora fino agli anni cinquanta un profumato distillato. La distillazione era affidata soprattutto alle donne, che si dedicavano con grande cura a questa attività, fonte di ottimi introiti economici.

## Amministrazione
Di seguito è presentata una tabella relativa alle amministrazioni che si sono succedute in questo comune.
| Periodo          | Periodo          | Primo cittadino   | Partito                        | Carica      | Note  |
| ---------------- | ---------------- | ----------------- | ------------------------------ | ----------- | ----- |
| 21 giugno 1985   | 8 giugno 1990    | Battista Pracca   | Democrazia Cristiana           | Sindaco     | [ 7 ] |
| 8 giugno 1990    | 24 aprile 1995   | Battista Pracca   | Democrazia Cristiana           | Sindaco     | [ 7 ] |
| 24 aprile 1995   | 14 giugno 1999   | Battista Pracca   | centro                         | Sindaco     | [ 7 ] |
| 14 giugno 1999   | 14 giugno 2004   | Battista Pracca   | lista civica                   | Sindaco     | [ 7 ] |
| 14 giugno 2004   | 13 febbraio 2006 | Alessandro Fasson | lista civica                   | Sindaco     | [ 7 ] |
| 13 febbraio 2006 | 30 maggio 2006   | Giulia D'Onofrio  |                                | Comm. pref. | [ 7 ] |
| 30 maggio 2006   | 16 maggio 2011   | Battista Pracca   | lista civica                   | Sindaco     | [ 7 ] |
| 16 maggio 2011   | 5 giugno 2016    | Antonello Murgia  | lista civica Insieme per Piovà | Sindaco     | [ 7 ] |
| 5 giugno 2016    | 4 ottobre 2021   | Antonello Murgia  | lista civica Insieme per Piovà | Sindaco     | [ 7 ] |
| 4 ottobre 2021   | in carica        | Antonello Murgia  | lista civica Insieme per Piovà | Sindaco     | [ 7 ] |

## Galleria d'immagini

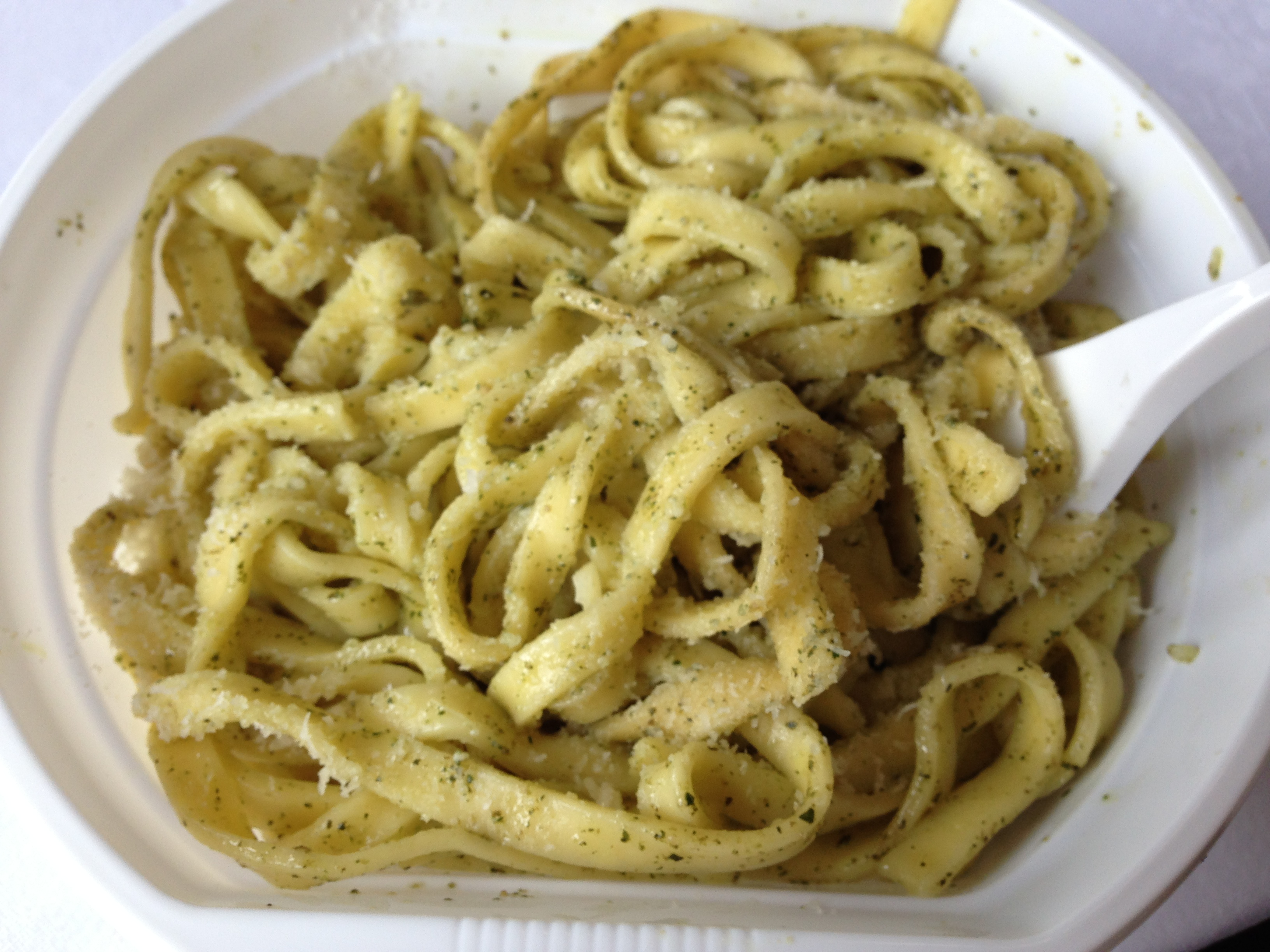
Tagliatelle al pesto di menta
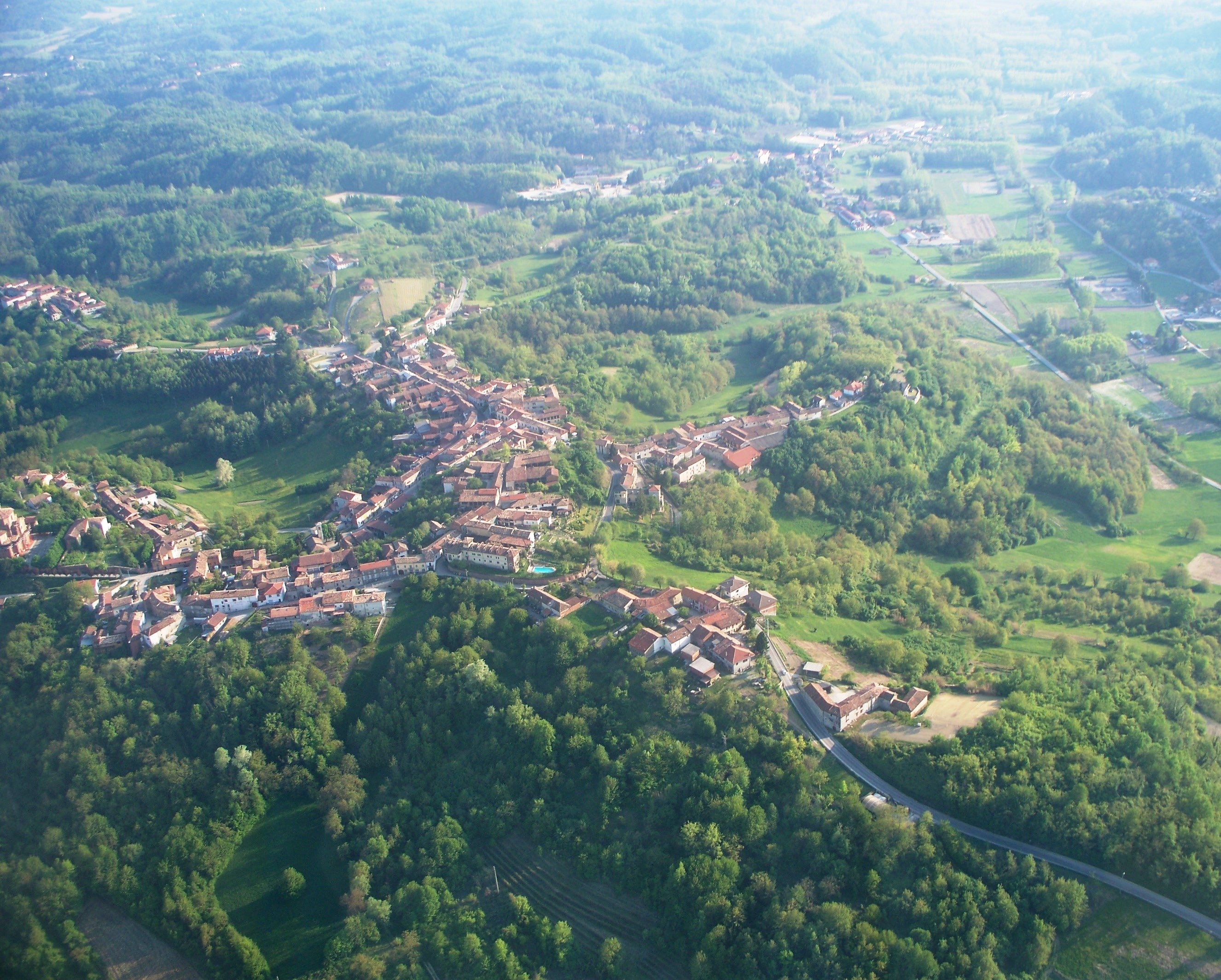
Panorama
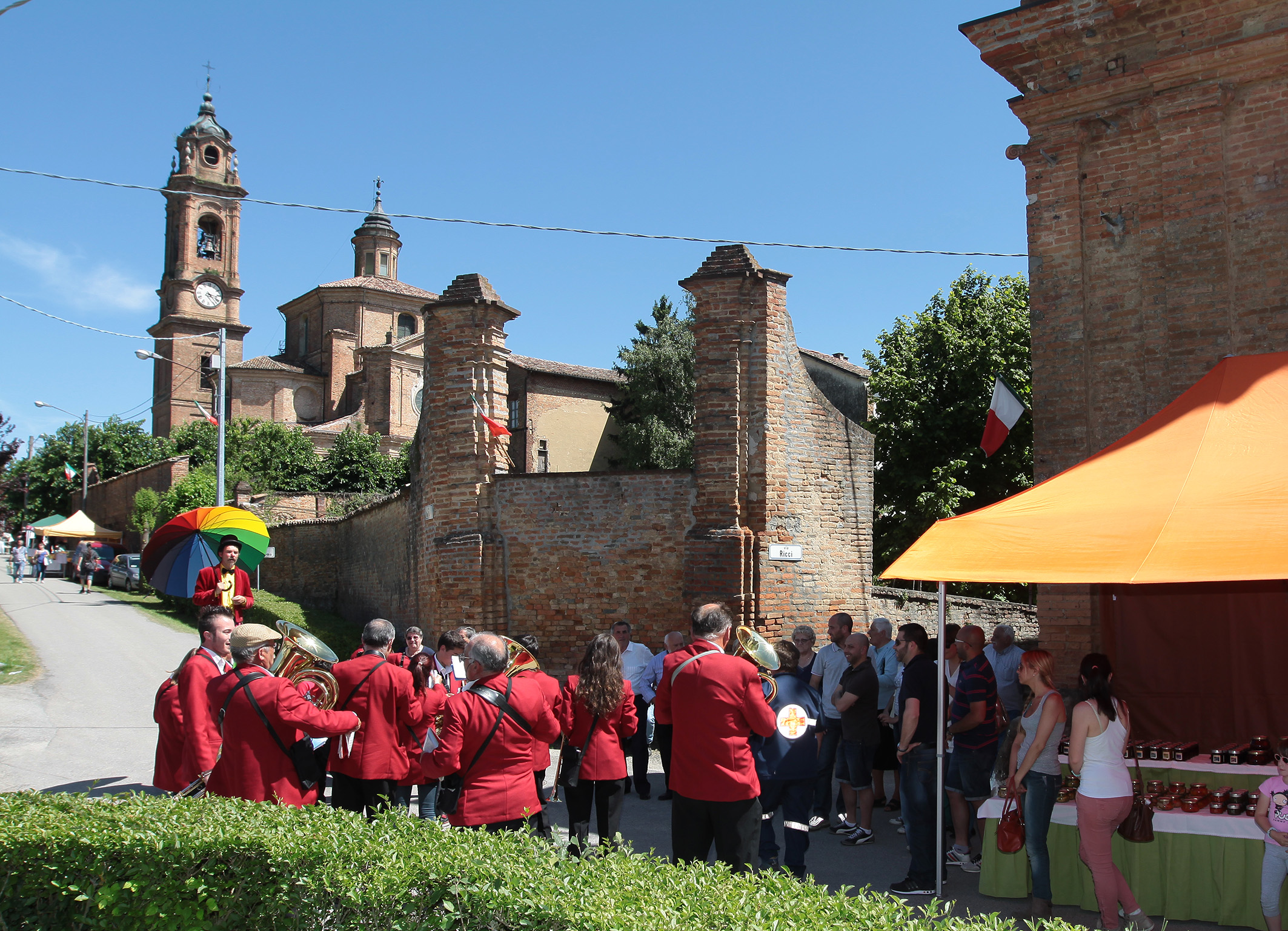
Banda Aurora
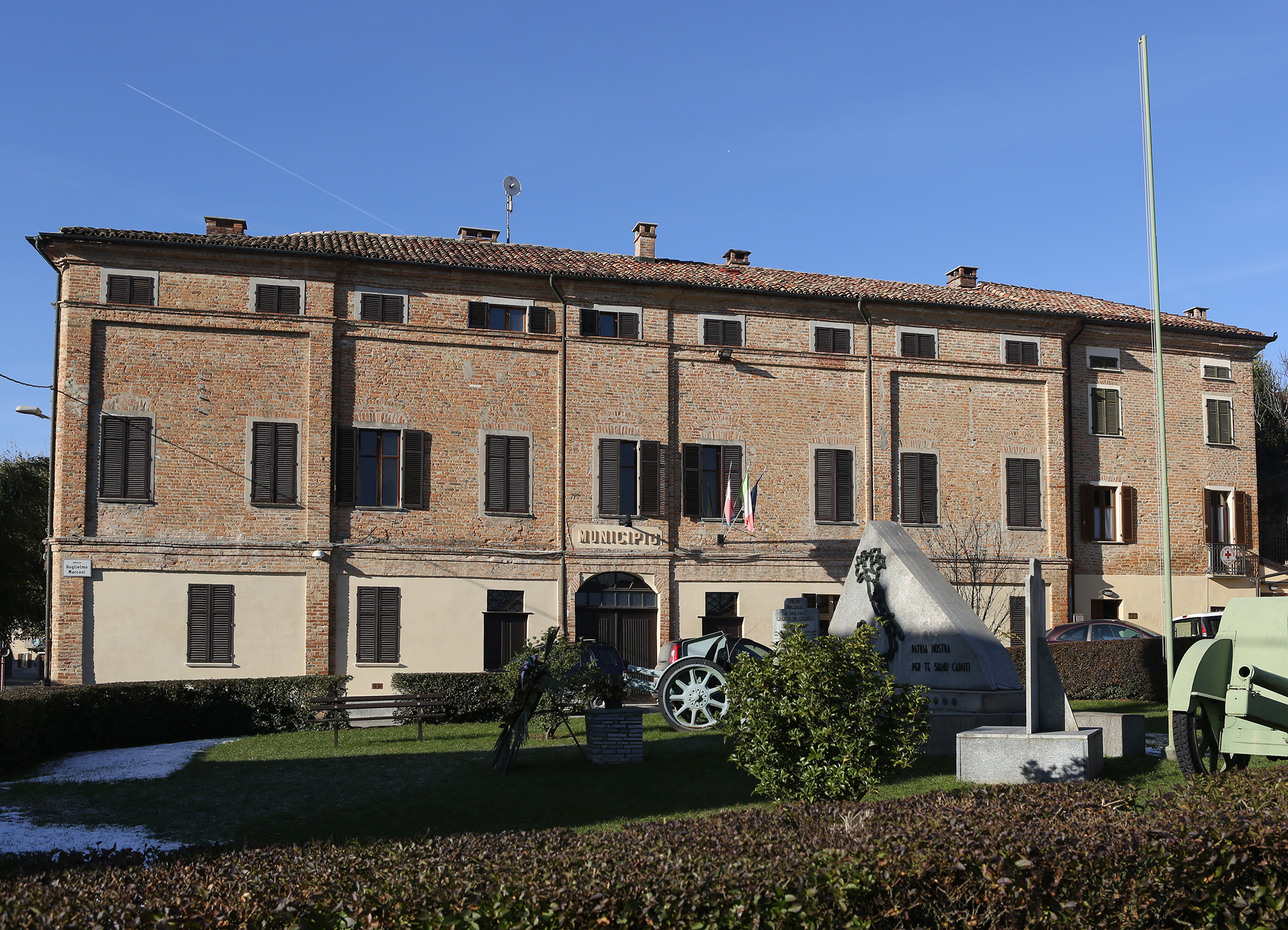
Municipio Piovà
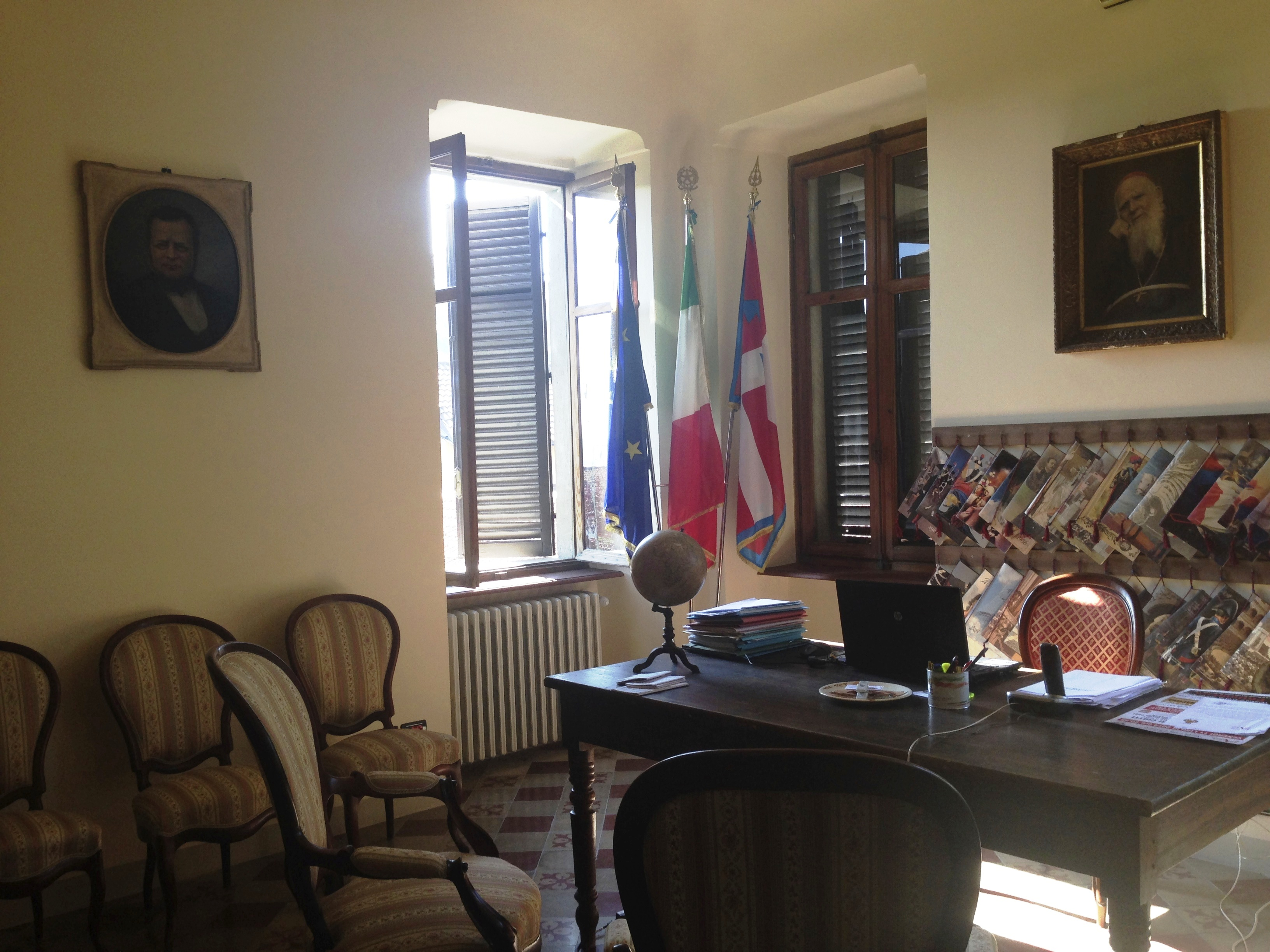
Municipio Piovà
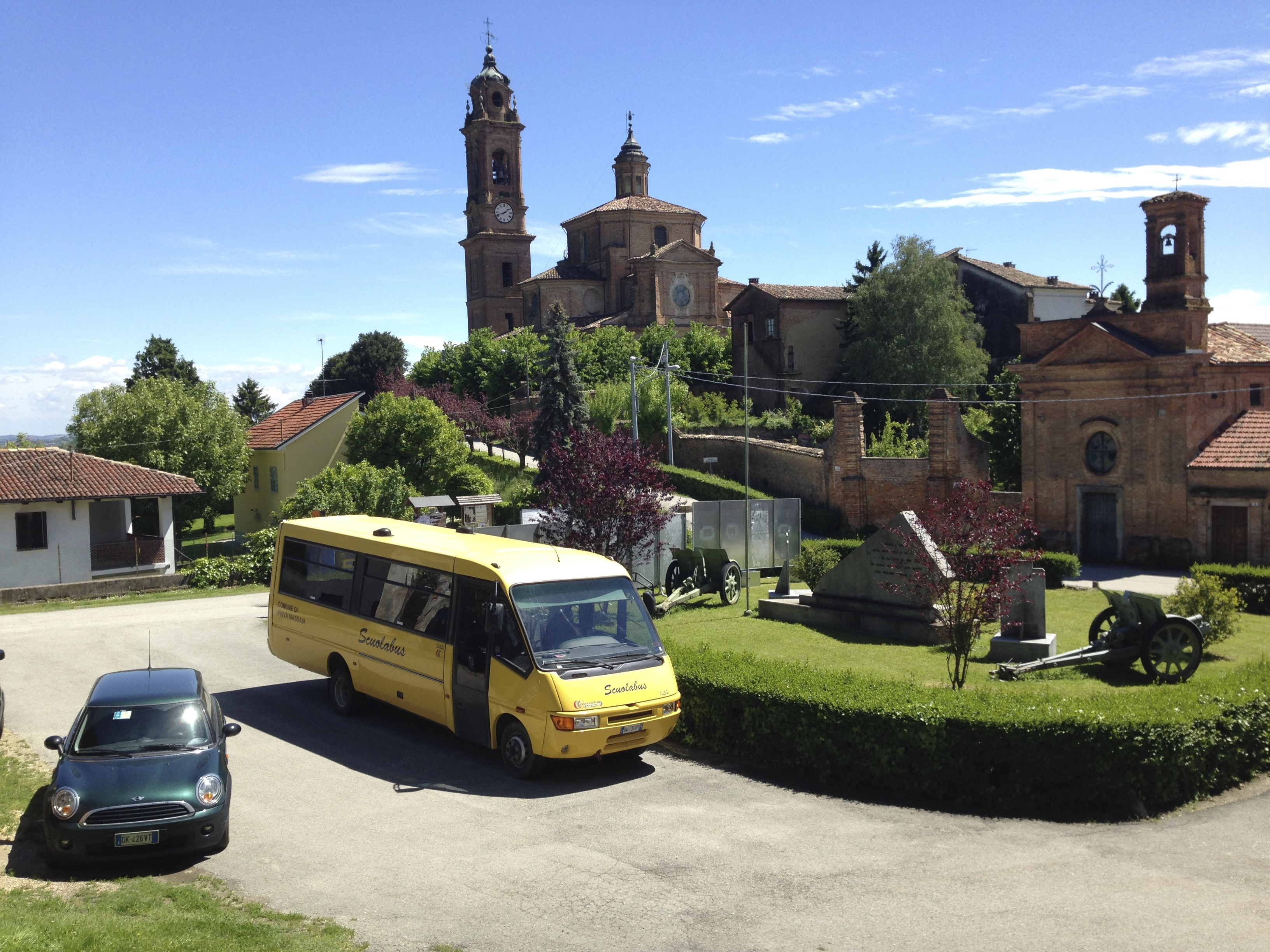
Panorama
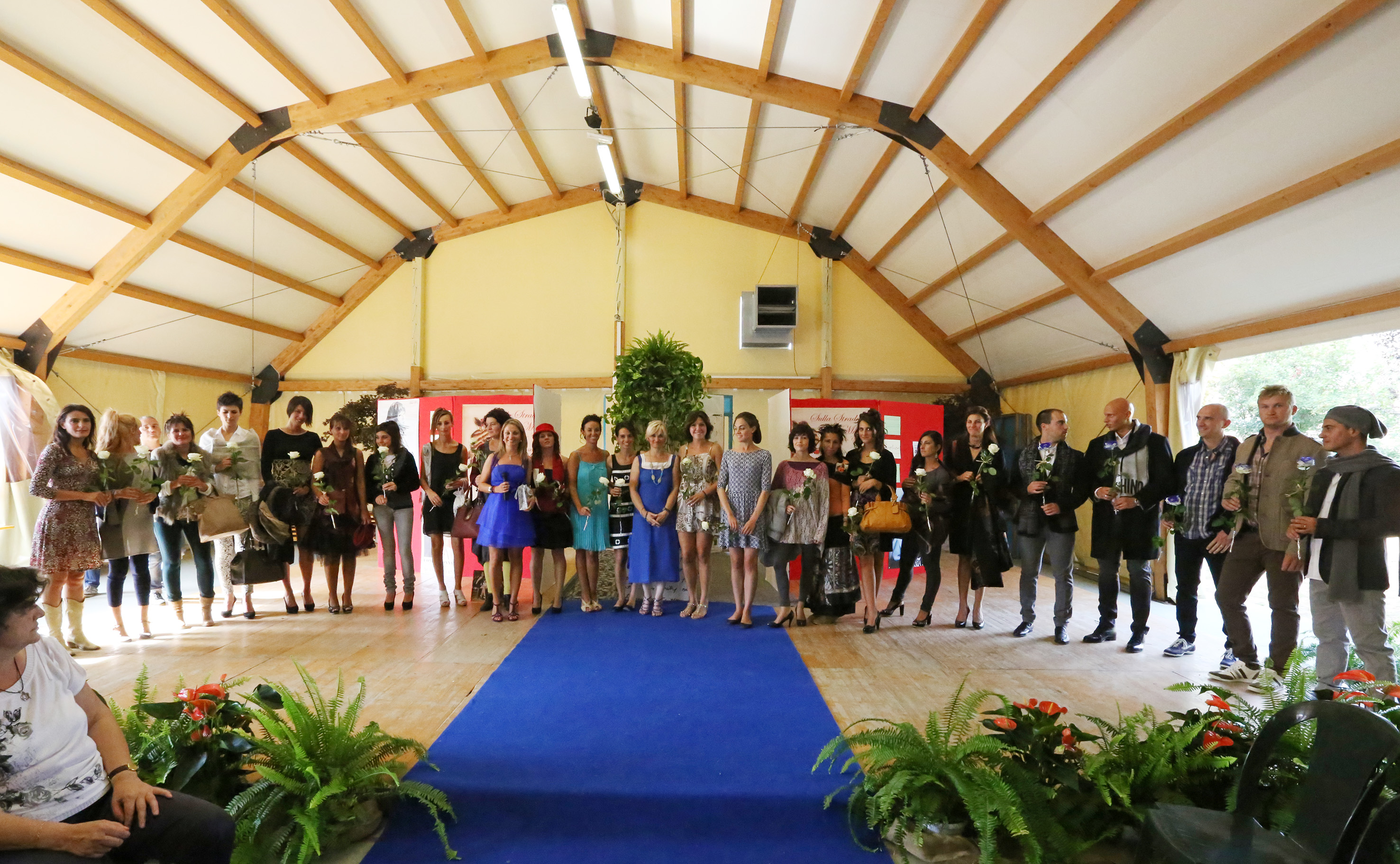
Evento "Un secolo di moda"
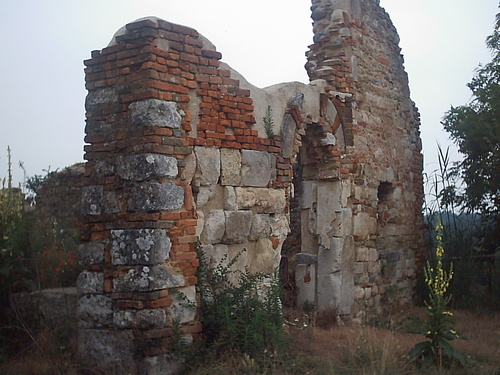
Rudere romanico della Chiesa di San Martino di Castelvero
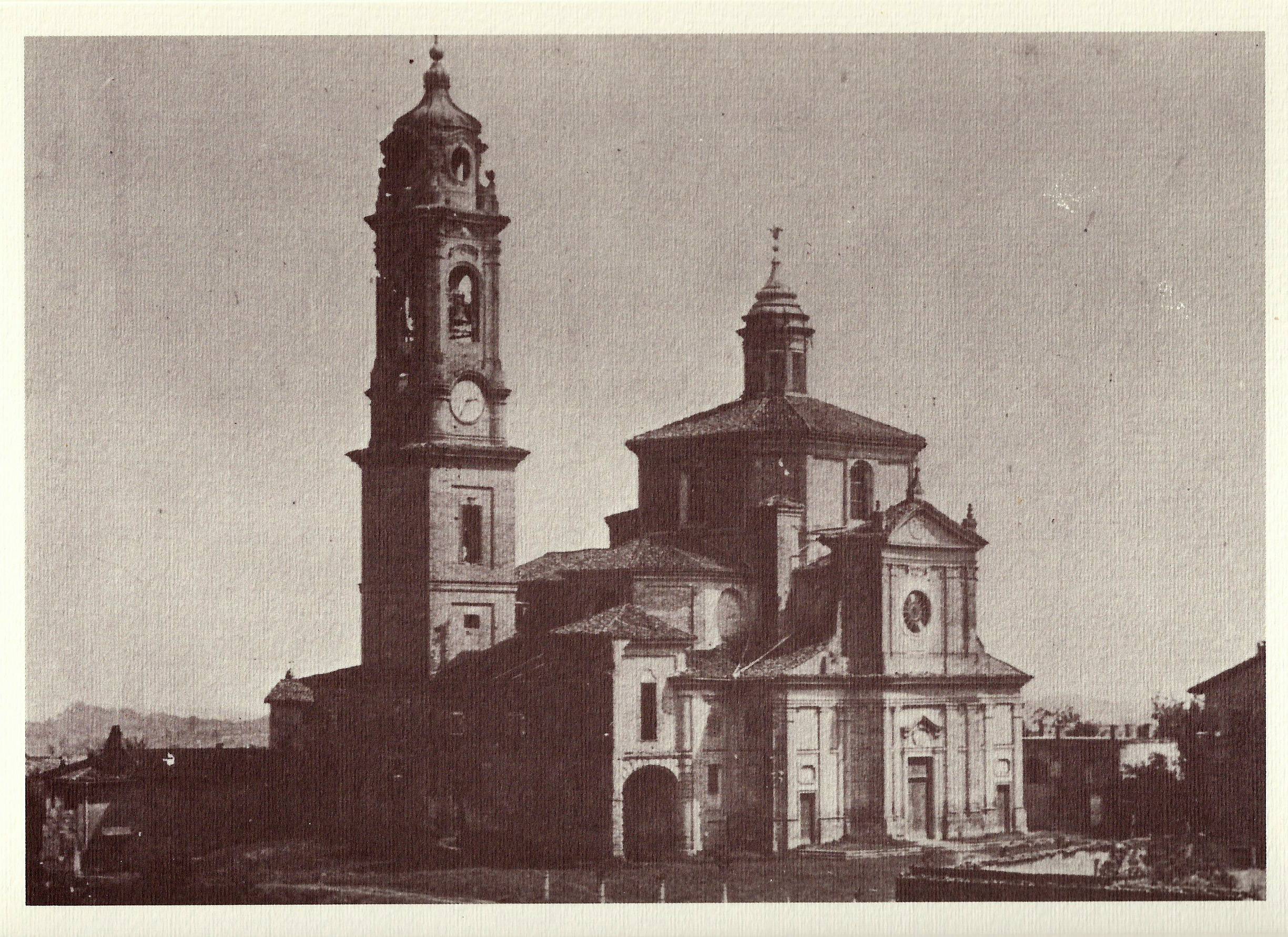
Cartolina antica
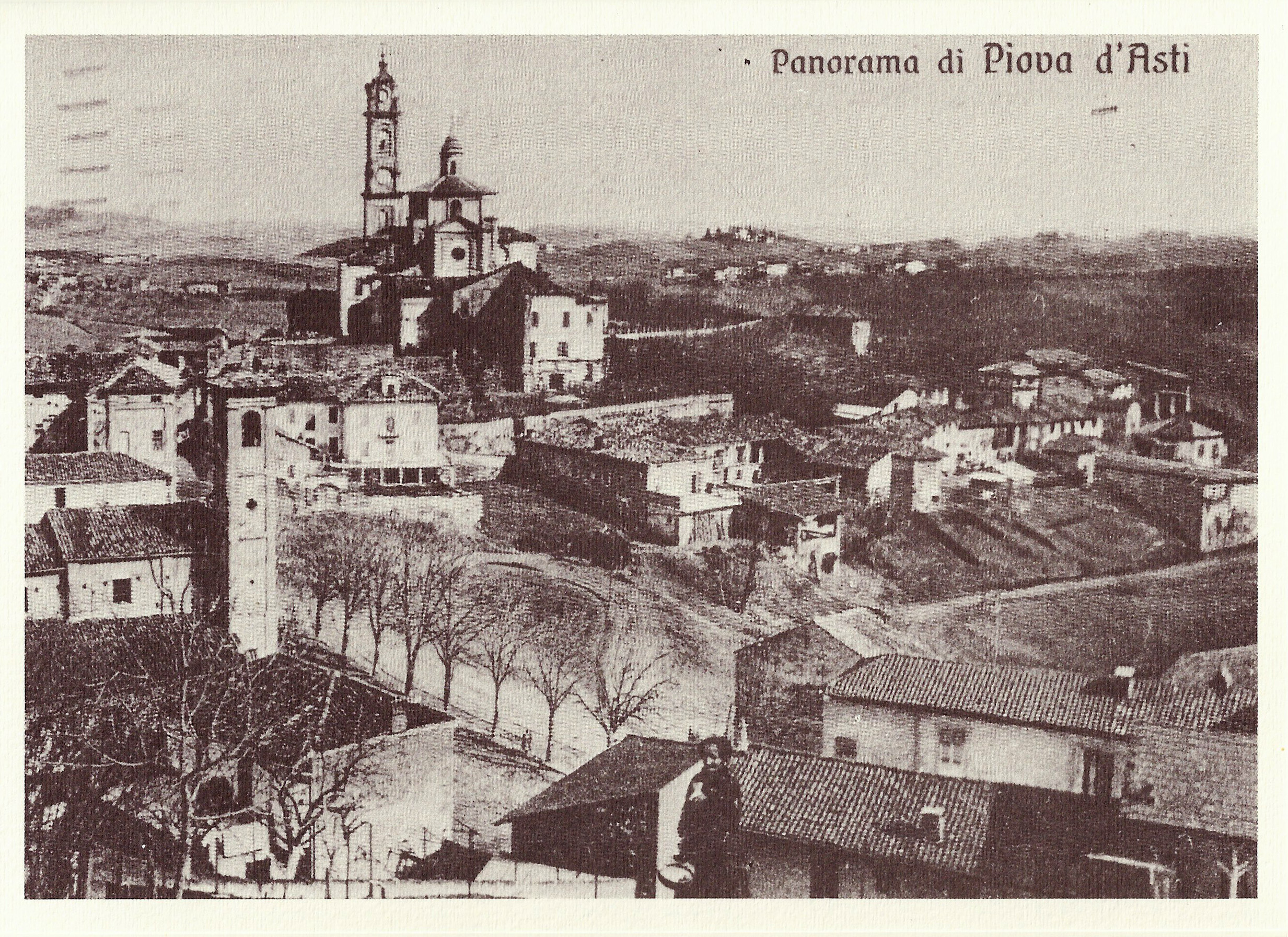
Cartolina antica